# Seznam náčelníků Dúnadanů
Toto je seznam náčelníků Dúnadanů ve fiktivním světě Středozemi od J. R. R. Tolkiena.
Náčelníci Dúnadanů (Isildurova linie)
1. Aranath
2. Arahael
3. Aranuir
4. Aravir
5. Aragorn I.
6. Araglas
7. Arahad I.
8. Aragost
9. Aravorn
10. Arahad II.
11. Arassuil
12. Arathorn I.
13. Argonui
14. Arador
15. Arathorn II.
16. Aragorn II Elessar králem Obnoveného království

## Seznamy
- Seznam králů Númenoru
- Seznam králů Arnoru
- Seznam králů Gondoru
- Seznam vládnoucích správců Gondoru
- Seznam králů Rohanu